# Lachenalia dasybotrya
Lachenalia dasybotrya là một loài thực vật có hoa trong họ Măng tây. Loài này được Diels mô tả khoa học đầu tiên năm 1909.